# Sepp Grotenhuis
Sepp Grotenhuis (* 1962) ist ein niederländischer Pianist.

## Leben
Grotenhuis studierte am Koninklijk Conservatorium Den Haag und in den USA am Curtis Institute of Music bei Gary Graffman und Leon Fleisher. Er debütierte 1978 als Solist mit dem Residentie Orkest, trat danach mit anderen namhaften Orchestern der Niederlande auf und unternahm Konzertreisen durch Russland und andere europäische Staaten, die USA und Japan. Er gewann den Ersten Preis bei der Concerto Soloists of Philadelphia Competition und erhielt den Festorazzi Prize des Curtis Institute.
Er arbeitete mit Karlheinz Stockhausen und György Ligeti zusammen und erarbeitete mit Leonard Stein und Alfred Brendel die Klaviermusik der Zweiten Wiener Schule für sich. Zentraler Bestandteil seines Repertoires ist das Klavierkonzert von Arnold Schönberg. Mit dem Schönberg Kwartet spielte er seit 1991 sämtliche Kammermusikwerke mit Klavier von Schönberg, Alban Berg, Anton Webern und Alexander von Zemlinsky. Mit der Pianistin Ellen Corver bildet er ein international aktives Klavierduo.